# 1959 ve fotografii
Tento článek popisuje významné události roku 1959 ve fotografii.

## Události
- Robert Frank vydal knihu Les Américains, vyd. Robert Delpire
- 7. října – Odvrácená strana Měsíce byla poprvé vyfotografována sovětskou sondou Luna 3.

## Ocenění

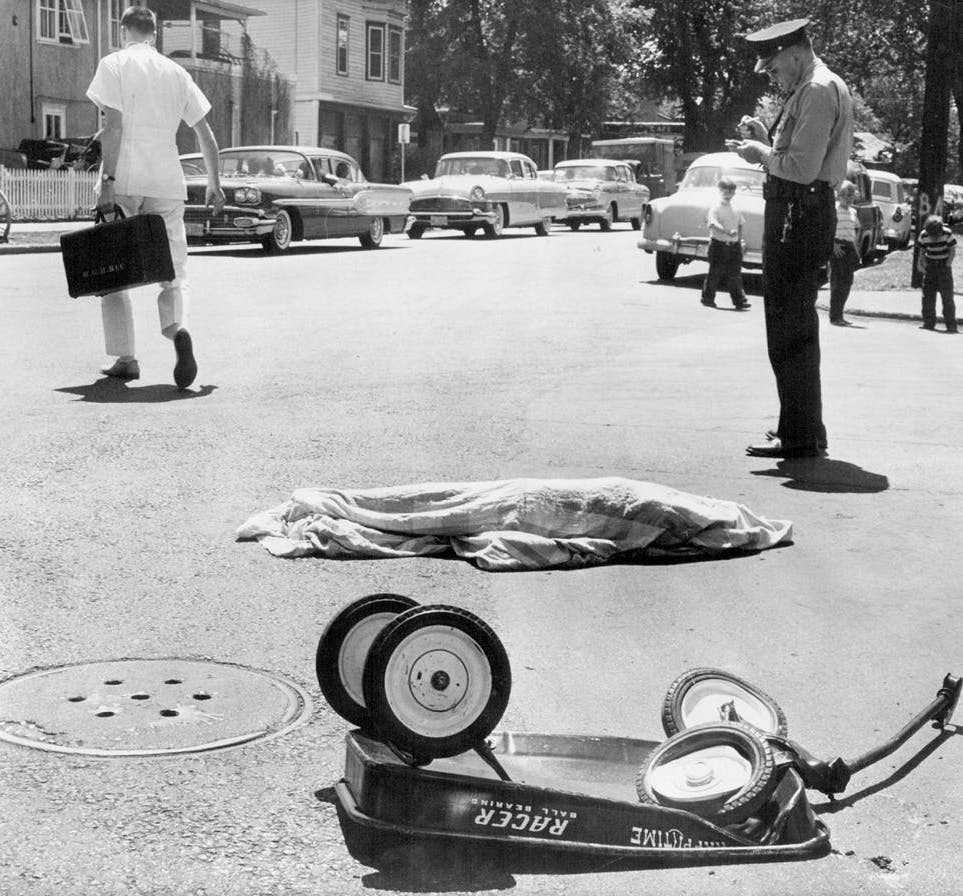
William Seaman: „Kola smrti“, 16. května 1958, Seamanova fotografie oceněná Pulitzerovou cenou

- Pulitzer Prize for Photography – William Seaman, Minneapolis Star za dramatickou fotografii náhlého úmrtí dítěte na ulici.
- Prix Niépce – Jeanloup Sieff
- Prix Nadar – Serge Moulinier
- Zlatá medaile Roberta Capy – Mario Biasetti
- World Press Photo – nebyla udělena
- Cena za kulturu Německé fotografické společnosti – Helmut Gernsheim a Robert Janker

## Narození v roce 1959
- 18. ledna – Lidia Popiel, polská fotografka a bývalá modelka
- 1. února – Annette Faltinová, norská fotografka, editorka fotografií na volné noze od roku 1993
- 2. února – Hubertus von Hohenlohe, fotograf, zpěvák a závodník alpského lyžování
- 25. února – Vladimír Stibor, básník, spisovatel a fotograf
- 13. března – Roshini Kempadoo, britská fotografka, mediální umělkyně a akademička, zabývá se ženskými problémy a otázkami reprezentace, zejména černochů
- 21. března – Zdeněk Podhůrský, moderátor, dabingový režisér, zpěvák, herec a fotograf
- 13. dubna – Rudo Prekop, slovenský fotograf
- 5. května – Naíta Ussene, mosambický fotograf
- 22. května – Antonín Střížek, malíř a fotograf
- 2. června – Rineke Dijkstra, holandská portrétní fotografka
- 4. června – Annelise Jackbo, norská novinářská fotografka (Dagbladet), v roce 1999 stála za projektem Barns øyne (Dětské oči), kde norští školáci dostali 2000 jednorázových fotoaparátů, aby dokumentovali svůj každodenní život před přelomem tisíciletí.
- 2. července – Erwin Olaf, nizozemský portrétní fotograf († 20. září 2023)
- 25. července – Hélène Binet, švýcarská fotografka
- 6. srpna – Eija-Liisa Ahtila, finská vizuální umělkyně, fotografka a filmařka, známá filmovými instalacemi na rozhraní filmu a videoartu; téma mezilidských vztahů v podobě silně emocionálních příběhů, dobarvené malířským filmovým obrazem, později hlubší filozofické otázky, zkoumá individuální identitu a hranice subjektu ve vztahu k vnějšímu světu, přírodě, krajině a klimatu
- 12. srpna – Dušan Štraus, slovenský výtvarník, pedagog, podnikatel, spisovatel a fotograf žijící od roku 2015 v Praze
- 17. srpna – Emy Kat, americký fotograf
- 23. srpna – Petr Jančárek, scenárista, režisér, kameraman a fotograf
- 27. září – Lenke Szilágyi, maďarská fotografka divadla a filmu
- 11. října – Miloš Fikejz, filmový knihovník, encyklopedista, publicista a fotograf
- 5. listopadu – Bryan Adams, hudebník a fotograf
- 20. listopadu – Hachemi Ameur, alžírský fotograf
- ? – Danuta Dąbrowska, polská multimediální umělkyně, fotografka, autorka obrazů, instalací a fotoseriálů; pedagožka
- ? – Michael Sardelic, rakouský pedagog a fotograf
- ? – Otakar Metlička, český fotograf
- ? – Ifeoma Onyefulu, nigerijská autorka knížek pro děti, spisovatelka a fotografka
- ? – Irena Cristalis, nizozemská novinářka a fotografka
- ? – Asako Narahaši, japonská fotografka
- ? – John Kaplan, americký fotograf, který v roce 1992 získal Pulitzerovu cenu za fotografii
- ? – Ritva Kovalainen, finská fotografka
- ? – Peter Lik, australský krajinářský fotograf
- ? – Seamus Murphy, irský fotograf
- ? – Anna Pietuszko-Wdowińska, polská editorka novinářských fotografií, fotografka a lektorka
- ? – Claudine Doury, francouzská fotografka
- ? – Matthias Leupold, německý fotograf
- ? – Alexej Vasiljev, ruský fotograf

## Úmrtí v roce 1959

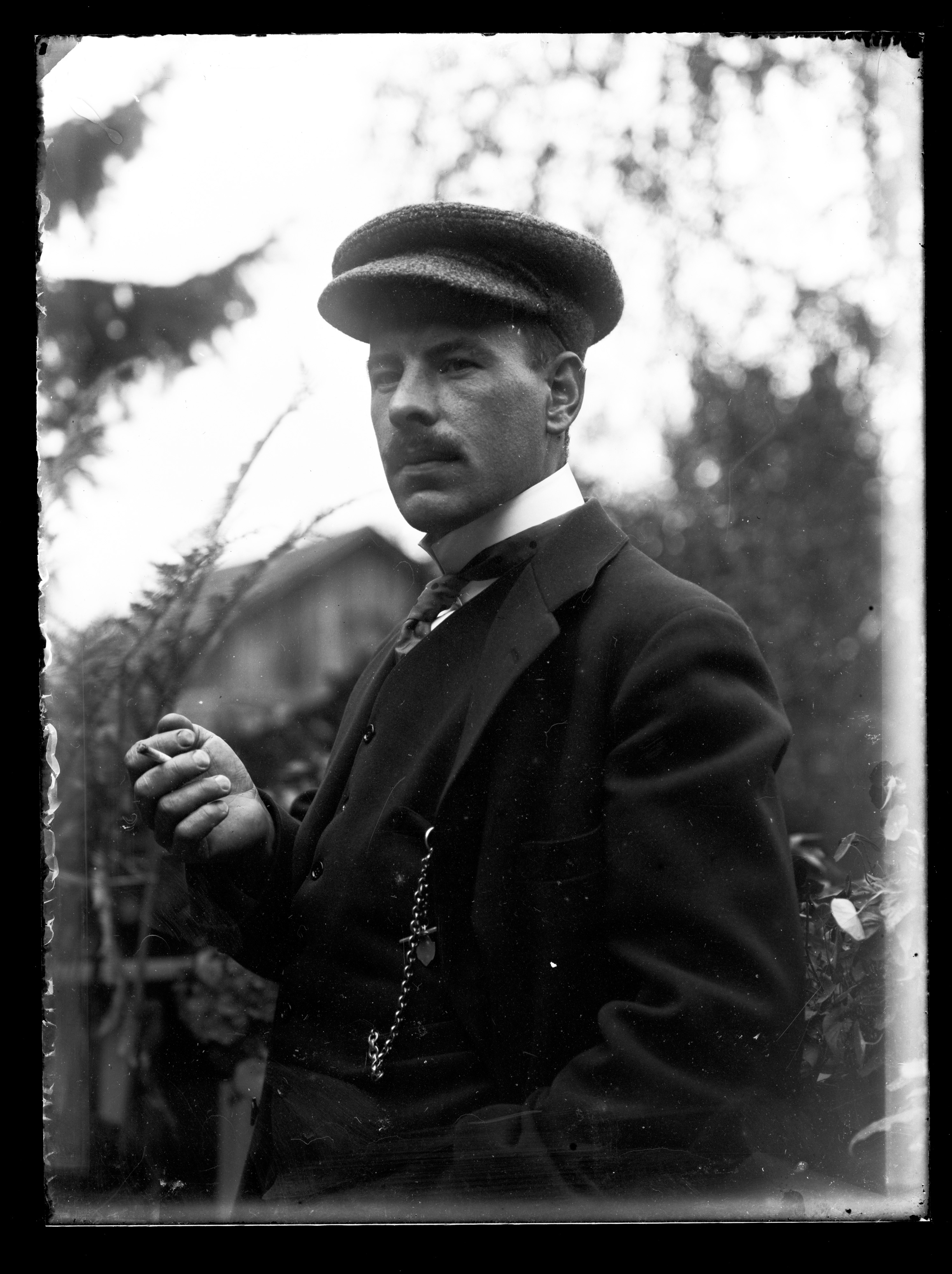
V tomto roce zemřel finský fotograf Bernhard Åström

- 16. března – Pascual Marín, španělský fotograf (* 1893)
- 6. dubna  – Bayard Woottenová, americká fotografka, první žena, která v roce 1914 pořídila fotografii z letadla (* 17. prosince 1875)
- 12. dubna – Yvette Borup Andrewsová, americká objevitelka, spisovatelka, fotografka a umělkyně (* 28. února 1891)
- 18. září – Harvey Glatman, americký sériový vrah, násilník a fotograf (* 10. prosince 1927)
- 25. října – Maybelle Goodlanderová americká komerční a portrétní fotografka se sídlem v Muncie, Indiana, spolupracovala se svou starší sestrou Maude Goodlanderovou (* 1882)
- 18. listopadu – Arkadij Šajchet, sovětský novinářský fotograf (* 9. září 1898)
- 23. prosince – Stepan Dmochovskyj, ukrajinský lékař, veřejný činitel a fotograf (* 1. června 1875)
- ? – Cedric Wright, americký houslista a fotograf, spolupracoval s Anselem Adamsem (* 13. dubna 1889)
- ? – Bernhard Aström, finský veterinář a fotograf (* 1884)
- ? – Sigvart Werner, dánský amatérský fotograf, proslavil se uměleckými krajinářskými fotografiemi publikovanými v knižní podobě (* 13. června 1872 – 2. září 1959)